# NGC 2539
NGC 2539 è un ammasso aperto appartenente alla costellazione della Poppa.

## Osservazione

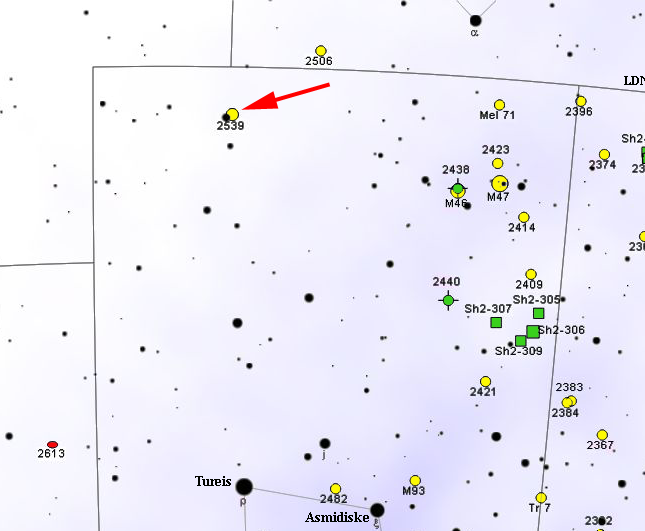
Mappa per individuare NGC 2539.

Si trova nella parte settentrionale della costellazione, in un'area completamente priva di stelle appariscenti, e anzi una delle zone più oscure del cielo; la presenza, 7 gradi a SSW, del ben noto gruppo di M46 e M47 contribuisce a rendere questa zona ancora meno conosciuta ed oscura. In realtà, quest'ammasso è ben visibile anche con un piccolo binocolo, nel quale si presenta come una macchia chiara priva di stelle, dominata però a sud-est dalla stella giallognola di magnitudine 4,76, che parzialmente lo oscura. Un telescopio da 100mm è comunque sufficiente per risolverlo completamente in stelle.
La declinazione moderatamente australe di quest'ammasso favorisce gli osservatori dell'emisfero sud, sebbene si presenti circumpolare solo a partire da latitudini molto elevate; dall'emisfero boreale la sua osservazione risulta penalizzata soltanto dalle regioni situate a elevate latitudini settentrionali ed è osservabile da buona parte delle aree popolate della Terra. Il periodo migliore per la sua osservazione nel cielo serale è quello compreso fra dicembre e aprile.

## Storia delle osservazioni
NGC 2539 venne individuato per la prima volta da William Herschel nel 1785 attraverso un telescopio riflettore da 18,7 pollici; suo figlio John Herschel lo riosservò in seguito e lo inserì nel suo General Catalogue of Nebulae and Clusters col numero 1630.

## Caratteristiche
NGC 2539 è un ammasso moderatamente ricco e compatto, anche se è formato da stelle piuttosto deboli; la sua distanza è stimata attorno ai 1363 parsec (circa 4440 anni luce) ed è quindi situato sul Braccio di Orione, in un suo ramo diretto verso l'esterno e a metà strada fra la Nebulosa Gabbiano e il complesso di Sh2-310.
L'ammasso possiede una sessantina di stelle, tutte comprese fra le magnitudini undicesima e tredicesima, racchiuse in un diametro apparente di 15'; se si considerano le stelle fino alla quindicesima grandezza, il numero di componenti triplica, raggiungendo le 160 unità in un diametro di 21', corrispondenti a 24 anni luce. NGC 2539 si trova a 760 anni luce dal piano galattico, così risulta poco oscurato dalla polvere interstellare; la sua età è stimata sui 650 milioni di anni, rendendosi così molto simile ad altri ammassi ben noti, come le Iadi, il Presepe e NGC 6633. La percentuale di carbonio e azoto determinata nelle sue giganti rosse è risultata essere praticamente identica a quella delle giganti delle Iadi; mancano inoltre stelle dalle caratteristiche esotiche, come le blue stragglers.

### Libri
- (EN) Stephen James O'Meara, Deep Sky Companions: Hidden Treasures, Cambridge University Press, 2007, ISBN 0-521-83704-9.

### Carte celesti
- Tirion, Rappaport, Lovi, Uranometria 2000.0 - Volume II - The Southern Hemisphere to +6°, Richmond, Virginia, USA, Willmann-Bell, inc., 1987, ISBN 0-943396-15-8.
- Tirion, Sinnott, Sky Atlas 2000.0 - Second Edition, Cambridge, USA, Cambridge University Press, 1998, ISBN 0-933346-90-5.
- Tirion, The Cambridge Star Atlas 2000.0, 3ª ed., Cambridge, USA, Cambridge University Press, 2001, ISBN 0-521-80084-6.